# 赫朗章克申 (加利福尼亞州)
赫朗章克申（英語：Herlong Junction）是位於美國加利福尼亞州拉森縣的一個非建制地區。該地的面積和人口皆未知。

## 地理
赫朗章克申的座標為40°07′29″N 120°14′48″W / 40.12472°N 120.24667°W，而該地的平均海拔高度為1225米（即4019英尺）。